# Aricia directa
Aricia directa är en fjärilsart som beskrevs av Tutt 1912. Aricia directa ingår i släktet Aricia och familjen juvelvingar. Inga underarter finns listade i Catalogue of Life.